# Département du Nkam
Département du Nkam är ett departement i Kamerun.   Det ligger i regionen Kustregionen, i den sydvästra delen av landet, 170 km väster om huvudstaden Yaoundé.